# Elymus czimganicus
Elymus czimganicus är en gräsart som först beskrevs av Vasiliĭ Petrovich Drobow, och fick sitt nu gällande namn av Nikolai Nikolaievich Tzvelev. Elymus czimganicus ingår i släktet elmar, och familjen gräs. Inga underarter finns listade i Catalogue of Life.